# Escudo de Illano

El escudo de Illano es un escudo no oficial de Illano, concejo y parroquia de la comunidad autónoma del Principado de Asturias, España. El escudo no tiene sanción legal, pero es utilizado desde hace tiempo. Se trata del escudo inventado por Octavio Bellmunt y Fermín Canella en su obra "Asturias".
Los dos primeros cuarteles representan la antigua pertenencia de Illano a la obispalía, de ahí la Cruz de los Ángeles y el castillo con el águila que es el escudo de Castropol donde estuvo incluido. Los otros dos cuarteles pretenden ser las armas del linaje de Illano, que se representan habitualmente en un solo cuartel, aunque es este caso se representen en dos cuarteles diferentes.
Así su escudo es cuarteado en cruz timbrado con corona real del Príncipe de Asturias. 
- Primer cuartel: la Cruz de los Ángeles en oro y piedras preciosas, acompañado de dos ángeles arrodillados vestidos de blanco.

- Segundo cuartel: en gules una torre almenada con un águila naciente sobre ella, y sobre el águila un cuerno que es el cuerno de la abundancia, a los dos laterales de la torre dos palmas.

- Tercer cuartel: un hombre cocinando con una caldera sujeta al tronco de un árbol.

- Cuarto cuartel: una torre almenada con un león alzado hacia sus almenas, sobre la torre un cáliz y sobre todo ello una hostia.

- Datos: Q8777947